# ابرا، ساحل عاج
ابرا، ساحل عاج (به لاتین: Abra, Ivory Coast) در ساحل عاج است.